# Dispositivo di rete

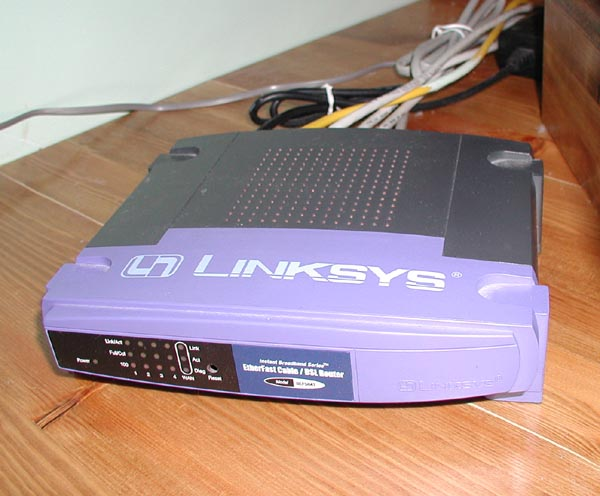
Router domestico

I dispositivi di rete, nelle telecomunicazioni e nell'informatica, sono dispositivi elettronici che nelle reti informatiche implementano a livello logico nodi di rete con funzionalità esclusivamente orientate a garantire funzionamento, efficienza, affidabilità e scalabilità della rete stessa.

## Descrizione generale

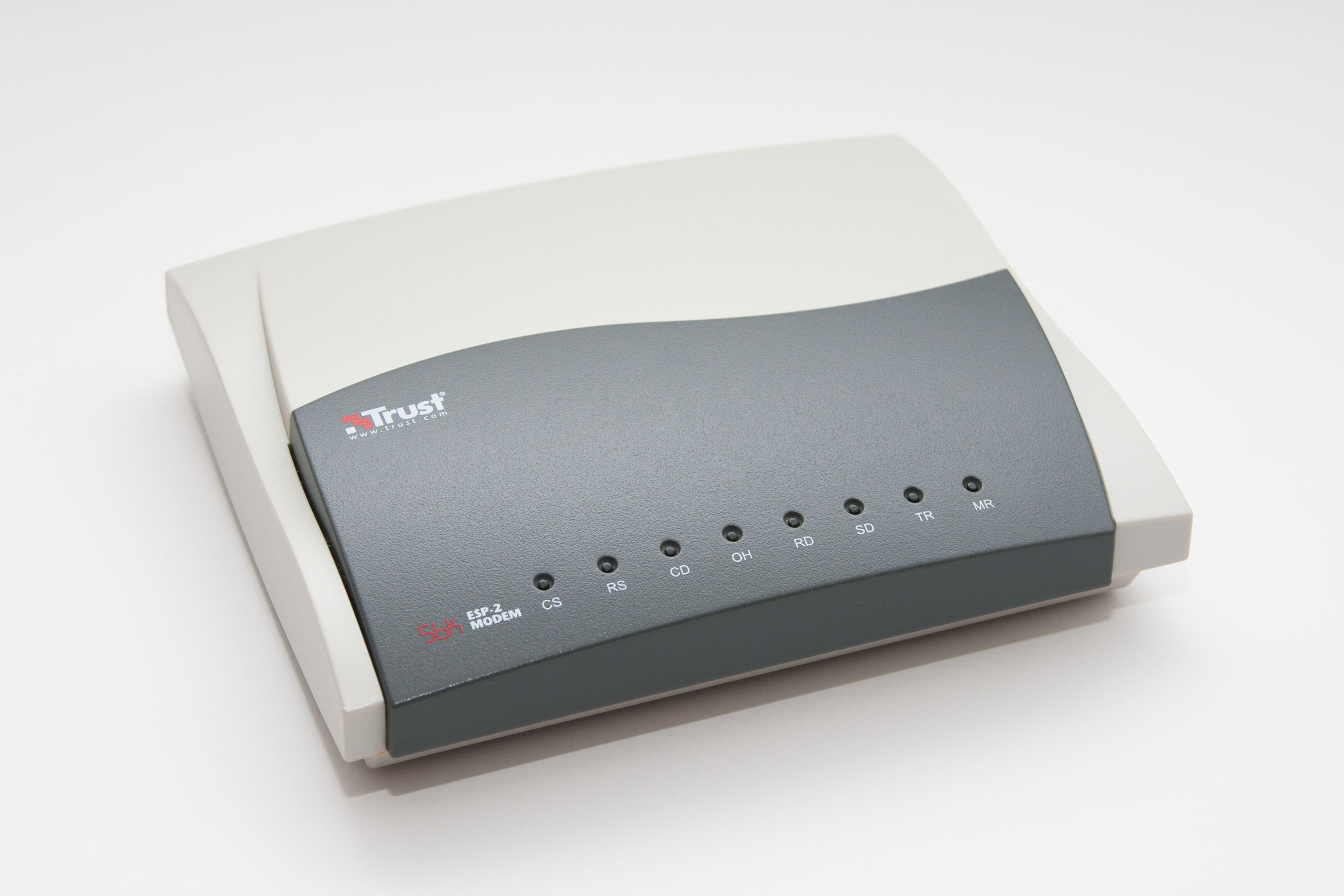
Modem

Non sono di norma elaboratori general purpose ovvero programmabili, anche se un calcolatore può fornire alcune di queste funzionalità, soprattutto ai livelli superiori del modello ISO/OSI, ma dispositivi special purpose, spesso appositamente configurabili da parte di un amministratore.
Essendo apparati attivi, il loro funzionamento dipende da una fonte di energia, che normalmente è l'energia elettrica, attraverso apposita alimentazione. Questo ha un impatto sulla disponibilità dei servizi da loro erogati, e spesso obbliga a proteggerli da interruzioni di alimentazione elettrica mediante opportuni gruppi di continuità. Alcuni dispositivi vengono alimentati in modi diversi, ad esempio alcuni amplificatori per segnali ottici, destinati ad essere installati lungo tratte transoceaniche (es. su cavo sottomarino), vengono alimentati mediante potenza ottica inviata su una fibra ottica. Nell'elenco che segue sono indicati alcuni di questi dispositivi, organizzati sulla base del livello in cui normalmente operano:

## Classificazione

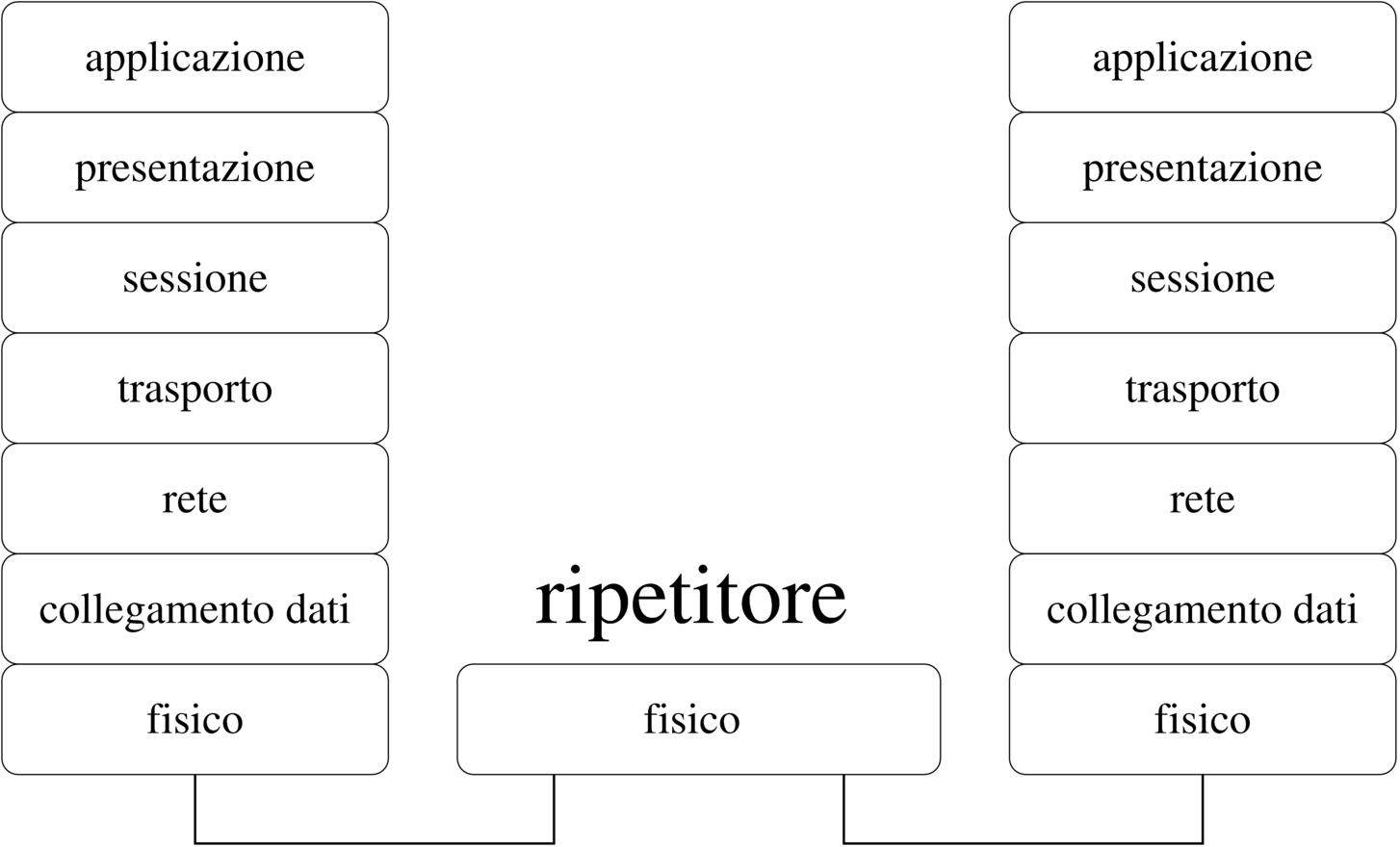
Ripetitore

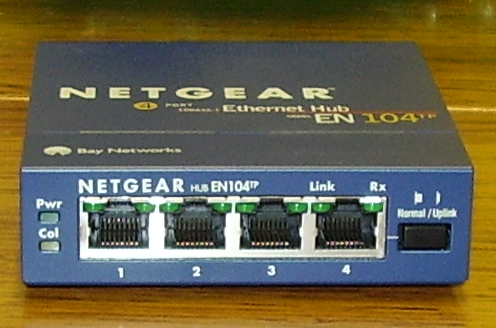
Hub

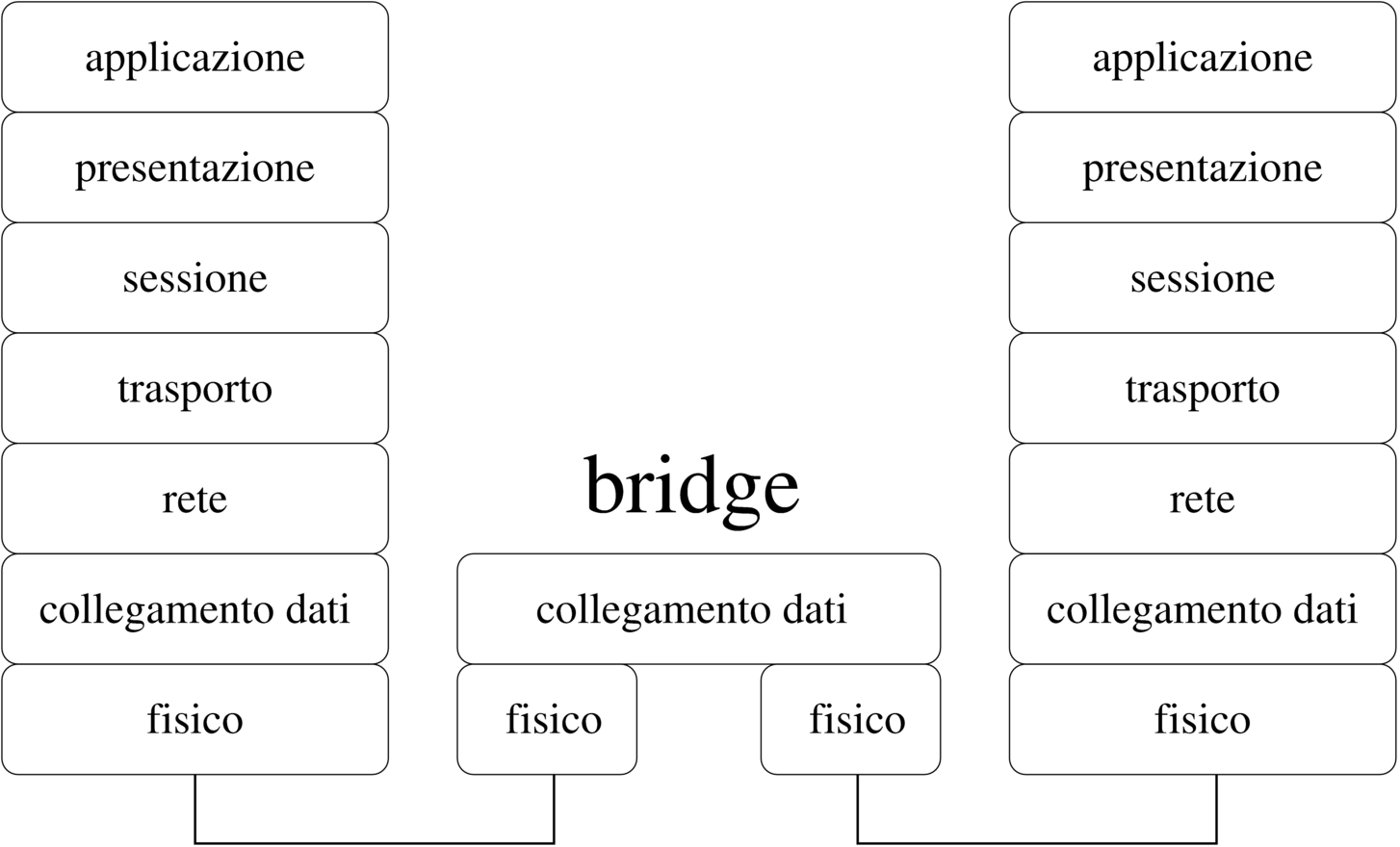
Bridge

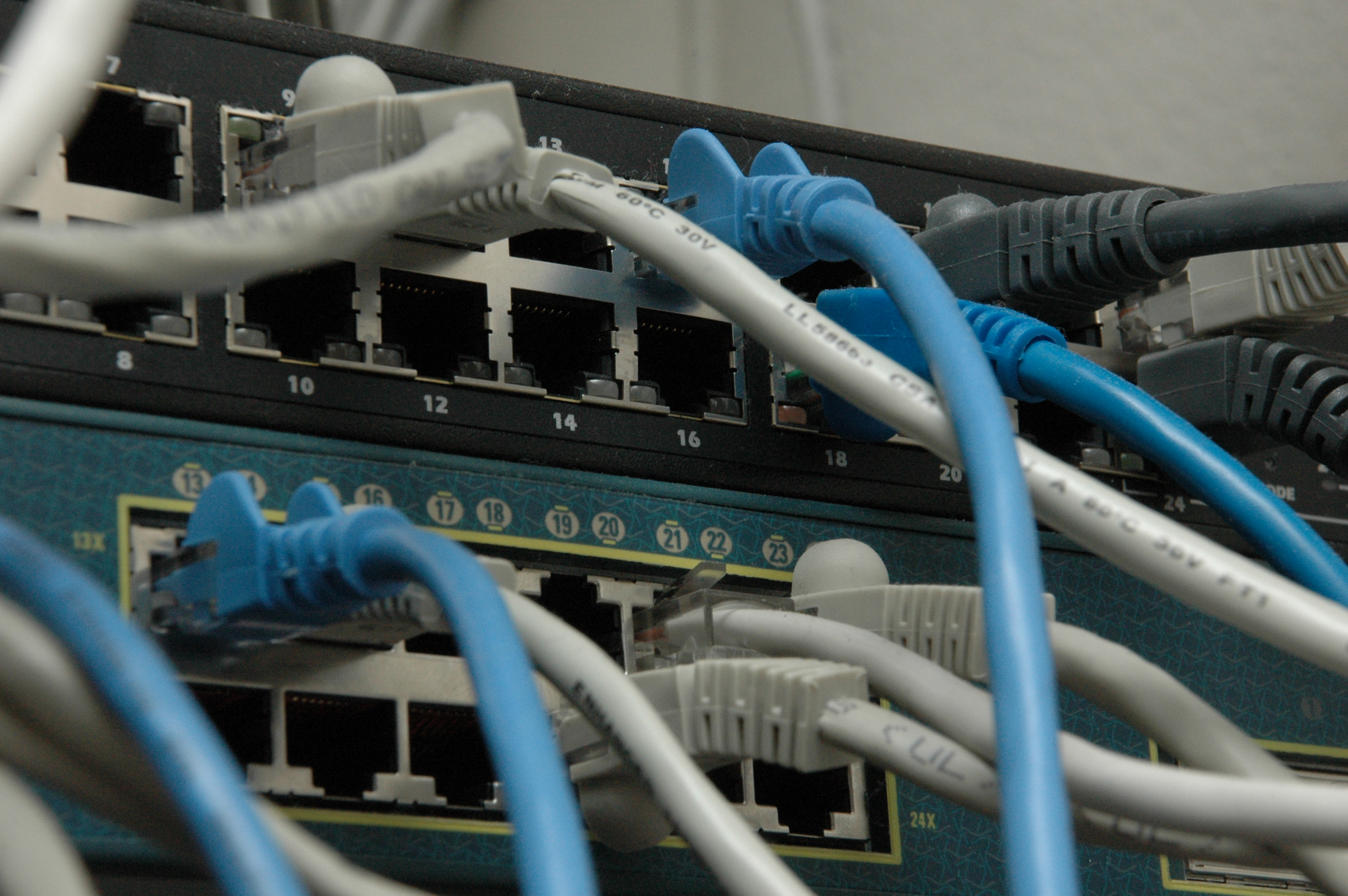
Switch

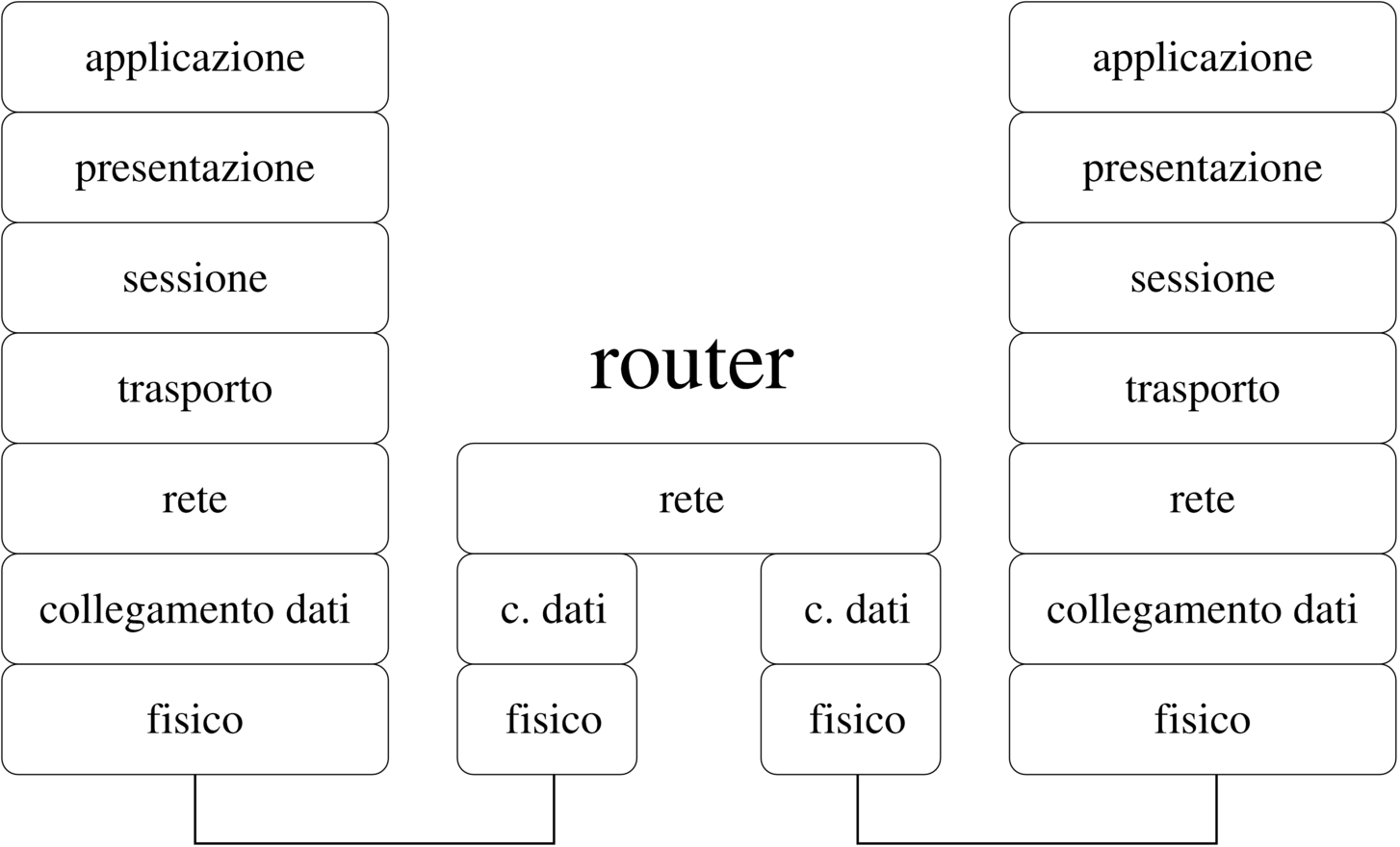
Router

Schema di un firewall

Schema di funzionamemto di un proxy

### Livello fisico
- Modem
- Repeater
- Hub

Sono dispositivi attivi, componenti di reti telematiche: il repeater connette fra loro due reti, mentre l'hub consente connessioni di più host.
L'appartenenza al livello 1 del modello ISO/OSI implica che il traffico si considera per bit, cioè per semplice sequenza di stati logici uno e zero, non raggruppati in nessun modo. Operando a livello 1, inoltre, repeater e hub non gestiscono l'arbitraggio dell'accesso al mezzo trasmissivo, e lasciano che gli host collegati lo facciano tramite l'algoritmo CSMA/CD. Quindi la connessione di un host a un hub non può che essere half-duplex. Operano nell'ambito del medesimo dominio di collisione, per cui il traffico di qualsiasi nodo, le collisioni ed i frame ritrasmessi vengono replicati su tutte le porte dell'hub, sottraendo quindi banda passante in egual misura ad ogni utenza della rete.
L'hub è un componente ormai obsoleto e viene sostituito dallo switch.

### Livello datalink
- Bridge
- Switch

I due dispositivi suddetti sono molto simili e operano al livello 2 del modello OSI. Sono dispositivi "intelligenti" che operano mediante "auto-apprendimento" e sono, quindi, plug-and-play e non si limitano a replicare il segnale, ma agiscono sui frame ricevuti instradandoli verso la destinazione esatta. Mediante queste loro capacità essi tengono i domini di collisione separati, col vantaggio di occupare banda passante solo sulle porte effettivamente interessate dal traffico, lasciando libere le altre. Operano anche sulla gestione dei frame per cui se trovano la rete occupata utilizzano un buffer per immagazzinare i frame attendendo che la rete si liberi. Lo switch, rispetto al bridge, ha interfacce multiple per cui consente il collegamento diretto di più host e fornisce prestazioni migliori grazie ad algoritmi di gestione dei frame più sofisticati.
Operando a livello 2 del modello ISO/OSI, lo switch è in grado di identificare l'Indirizzo MAC del mittente e del destinatario del frame; lo switch dispone di una memoria volatile (MAC table), che viene riempita con le associazioni fra le porte ed i MAC osservati su di esse, in modo da poter tracciare istantaneamente le connessioni fra porte in funzione dei frame stessi. L'isolamento fra i domini di collisione permette di non impiegare il CSMA/CD, adottando la modalità full-duplex sulle porte e raddoppiando la banda passante aggregata delle stesse; ciò inoltre evita la propagazione di collisioni e di frame non inerenti alla specifica porta.
L'operatività a livello di frame, inoltre, permette di intervenire sulla distribuzione degli stessi; gli switch di tipo managed (gestiti) possono essere configurati in modo da supportare (ad esempio) VLAN port-based, aggregazione (802.3ad/LACP), controllo d'accesso basato sugli indirizzi MAC o su autenticazione (802.1x), STP (802.1D), RSTP (802.1w), QoS MAC-based (802.1p). Caratteristica importante di uno switch è la sua banda passante aggregata, indicata come la capacità effettiva del suo hardware di gestire un determinato traffico e si esprime in bps (bit per secondo); altra caratteristica importante è il forward rate, cioè la capacità di instradare frames al netto del tempo di processo, e si esprime in pps (pacchetti per secondo).

### Livello di rete
- Router
- Firewall (lavora anche a livello di trasporto e di applicazione)

Il router opera al livello 3 ed oltre della gerarchia di protocolli ISO/OSI, gestendo le informazioni a livello di packet, con capacità di identificare mittente e destinatario logici (es. indirizzo IP). La capacità di operare a livello di protocollo, permette di definire configurazioni selettive come routing (instradamento), lista di controllo degli accessi basate su IP, VLAN basate su protocollo e gestione della qualità del servizio (prioritizzazione dei pacchetti).
Il router, per la realtà complessa nella quale può trovarsi ad operare, può impiegare protocolli di gestione del traffico di tipo evoluto, come algoritmi di routing (es. RIP, IGRP, EIGRP, OSPF, IS-IS), algoritmi di ricerca del percorso migliore e di risoluzione di errori di percorso.

### Livello di trasporto
- Firewall (lavora anche a livello di rete e di applicazione)

### Livello applicativo
- Gateway
- Firewall (lavora anche a livello di rete e di trasporto)
- Proxy